# Coleophora tridentifera
Coleophora tridentifera é uma espécie de mariposa do gênero Coleophora pertencente à família Coleophoridae.